# Сирин, Николай Иванович
Николай Иванович Сирин (9 мая 1922 — 15 января 1943) — участник Великой Отечественной войны, Герой Советского Союза (посмертно, дата указа (31.03.1943).
В годы Великой Отечественной войны Николай Иванович Сирин — стрелок 130-го гвардейского стрелкового полка 44-й гвардейской стрелковой дивизии 6-го гвардейского стрелкового корпуса 1-й гвардейской армии Юго-Западного фронта, гвардии красноармеец.

## Биография
Родился 9 мая 1922 года в селе Бердюгино Ялуторовского района Тюменской области в семье крестьянина. Русский.
Когда умер отец, ему было 8 лет. На попечении матери осталось 9 детей. В 1931 году Николай Сирин приехал с дядей в деревню Кеушки Октябрьского района, где он окончил 6 классов и начал работать. В 1934 году Сирины переехали в город Ханты-Мансийск, где Николай работал в столовой рыбного кооператива, затем старшим бригадиром городской пекарни.
C началом Великой Отечественной войны Николай вместе с другими добровольцами явился в окружной военкомат и написал заявление с просьбой направить его на фронт. Уже в ноябре 1941 года он в составе Сибирской дивизии принял боевое крещение под Москвой. Особо отличился осенью 1942 года, будучи бойцом 44-й гвардейской стрелковой дивизии 1-й гвардейской армии, воевавшей против гитлеровской группировки «Дон».
В составе отряда лейтенанта Ликунова отличился 15 января 1943 года в боях за железнодорожный посёлок Донской (ныне станция Красновка Тарасовского района Ростовской области). Захват узловой станции позволял 44-й дивизии перерезать коммуникации противника.
На рассвете рота лейтенанта Ликунова под ураганным огнем начала штурм проволочных заграждений и снежного вала на линии фронта. Скользкий вал не давал подняться вверх, приходилось штыками врубаться в лёд. Ледяную преграду преодолели только  13 бойцов, которые закрепились в 3 домах на окраине посёлка.  В течение дня смельчаки сдерживали контратаки фашистов и на предложение сдаться отвечали огнём.  
Под прикрытием темноты фашисты подобрались к хатам со стороны, где не было окон, обложили соломой и подожгли, но даже после этого гвардейцы продолжали отстреливаться. Когда кончились патроны, Николай Сирин и Иван Ликунов попытались прорваться к своим врукопашную. Однако силы были неравны, и они погибли.
Когда подразделения 44-й дивизии захватили станцию, то насчитали вокруг догорающих хат около 100 убитых гитлеровцев. 13 героев во главе с лейтенантом Ликуновым были похоронены в братской могиле на станции Красновка.
Указом Президиума Верховного Совета СССР «О присвоении звания Героя Советского Союза начальствующему и рядовому составу Красной Армии» от 31 марта 1943 года за  «образцовое выполнение боевых заданий командования на фронте борьбы с немецкими захватчиками и проявленные при этом отвагу и геройство» удостоен посмертно звания Героя Советского Союза.

## Награды
- Медаль «Золотая Звезда» Героя Советского Союза;
- орден Ленина.

## Память
- Бюст Героя установлен в городе Ханты-Мансийске на «Аллее славы» в парке Победы[4].
- В Ханты-Мансийске именем Н. И. Сирина названа улица. Также в городе его имя присвоено школе № 6[5].
- Имя Н.И. Сирина носила пионерская дружина средней школы №15 города Ханты-Мансийска.
- Именем Н. И. Сирина также названа улица в городе Ялуторовске Тюменской области.
- Мемориальная доска Герою установлена в городе Ханты-Мансийске на доме, где жил Николай Иванович (улица Сирина, д. 43)[6].
- В Центральном музее Вооружённых Сил в Москве оборудован стенд «Тринадцать Героев Красновки».
- В Ростовской области, где в братской могиле на станции Красновка погребён Николай Иванович Сирин, у перрона станции установлен памятник 13-ти Героям. В поселковой школе открыт музей в их честь.